# ROMANTIC NIGHT
『ROMANTIC NIGHT〜炎の誓い』（ロマンティック・ナイト〜ほのおのちかい）は、浜田麻里の2枚目のアルバム。ビクター音楽産業／Invitationから1983年12月16日に発売された。

## 背景
前作『Lunatic Doll〜暗殺警告』から約8か月ぶりとなる作品で、前作に引き続きヘヴィメタルバンド・LOUDNESSのメンバーである樋口宗孝がサウンドプロデュースを手がけた。
浜田は、代表曲がこの作品でかなり残ったため、思い入れは強くなったと語る一方、発売日前後に浜田が1か月入院した影響で、プロモーション活動が思うようにいかず「当初は不発っぽい扱いをされてたような気はします」と懐古している。
この時期の雑誌のインタビューでの扱いは、デビューに至るまでの経緯などを話したのにもかかわらず「見た目も十人並みで、こんな音楽で、どうやってこの業界で生きていくつもりなのか？」「パンチラがお分かりか」など、音楽性よりも見た目重視の扱いをされ、浜田は当時の状況を「私はミス・コンテストの応募者じゃないし、見た目の評はどうでもいいんですけど、最初の取材記事ですよ？ショックですよね」と語っている。その後、マネージャーぐるみで『週刊プレイボーイ』（集英社）に、グラビアのオファーが来た際、浜田は「それは絶対無理です」と断り、当時の編集担当に直談判した結果、音楽ページで大きく扱ってくれるようになったことがきっかけで、音楽雑誌『Player』（プレイヤー・コーポレーション）の人気投票で1位になり始め、『ARENA37℃』（音楽専科社）などもかなり好意的になってきた一方で、ヘヴィロック系の音楽雑誌では、小馬鹿にされ続けたという。

## 批評
| 専門評論家によるレビュー | 専門評論家によるレビュー |
| レビュー・スコア         | レビュー・スコア         |
| 出典                     | 評価                     |
| ------------------------ | ------------------------ |
| CDジャーナル             | 肯定的                   |

『CDジャーナル』は、1枚目のアルバム『Lunatic Doll〜暗殺警告』（1983年）と同時に批評し「ここで独自のハイトーン・ヴォイスやロング・ヴィブラートといった“麻里節”がすでに完成されているのはサスガだ」としたうえで「この初期の2作に関しては100%満足できるハズだ」に肯定的に評価している。

## 収録曲

### LPレコード盤
| 全作詞・作曲・編曲: 樋口宗孝 & HIGUCHI PROJECT TEAM。 |                                                              |                                 |                                 |      |
| #                                                     | タイトル                                                     | 作詞                            | 作曲・編曲                      | 時間 |
| 1.                                                    | 「DON'T CHANGE YOUR MIND」(ドント・チェンジ・ユア・マインド) | 樋口宗孝 & HIGUCHI PROJECT TEAM | 樋口宗孝 & HIGUCHI PROJECT TEAM | 4:28 |
| 2.                                                    | 「VIOLENCE FIRE」(バイオレンス・ファイヤー)                  | 樋口宗孝 & HIGUCHI PROJECT TEAM | 樋口宗孝 & HIGUCHI PROJECT TEAM | 4:12 |
| 3.                                                    | 「FROM LONG AGO」(フロム・ロング・アゴー)                    | 樋口宗孝 & HIGUCHI PROJECT TEAM | 樋口宗孝 & HIGUCHI PROJECT TEAM | 3:56 |
| 4.                                                    | 「XANADU」(キサナドウ)                                       | 樋口宗孝 & HIGUCHI PROJECT TEAM | 樋口宗孝 & HIGUCHI PROJECT TEAM | 3:13 |
| 5.                                                    | 「LOST MY HEART」(ロスト・マイ・ハート)                      | 樋口宗孝 & HIGUCHI PROJECT TEAM | 樋口宗孝 & HIGUCHI PROJECT TEAM | 5:17 |
| 合計時間:                                             | 合計時間:                                                    | 21:06                           |                                 |      |

| 全作詞・作曲・編曲: 樋口宗孝 & HIGUCHI PROJECT TEAM。 |                                                                        |                                 |                                 |      |
| #                                                     | タイトル                                                               | 作詞                            | 作曲・編曲                      | 時間 |
| 1.                                                    | 「ROMANTIC NIGHT」(ロマンティック・ナイト)                             | 樋口宗孝 & HIGUCHI PROJECT TEAM | 樋口宗孝 & HIGUCHI PROJECT TEAM | 3:57 |
| 2.                                                    | 「SHADOW」(シャドー)                                                   | 樋口宗孝 & HIGUCHI PROJECT TEAM | 樋口宗孝 & HIGUCHI PROJECT TEAM | 4:14 |
| 3.                                                    | 「CAN'T STOP THE ROCK'N ROLL」(キャント・ストップ・ザ・ロックンロール) | 樋口宗孝 & HIGUCHI PROJECT TEAM | 樋口宗孝 & HIGUCHI PROJECT TEAM | 3:54 |
| 4.                                                    | 「JUMPING HIGH」(ジャンピング・ハイ)                                   | 樋口宗孝 & HIGUCHI PROJECT TEAM | 樋口宗孝 & HIGUCHI PROJECT TEAM | 4:57 |
| 5.                                                    | 「SO LONG」(ソー・ロング)                                              | 樋口宗孝 & HIGUCHI PROJECT TEAM | 樋口宗孝 & HIGUCHI PROJECT TEAM | 1:28 |
| 合計時間:                                             | 合計時間:                                                              | 18:30                           |                                 |      |

### CD盤
| 全作詞・作曲・編曲: 樋口宗孝 & HIGUCHI PROJECT TEAM。 |                                                                        |                                 |                                 |      |
| #                                                     | タイトル                                                               | 作詞                            | 作曲・編曲                      | 時間 |
| 1.                                                    | 「DON'T CHANGE YOUR MIND」(ドント・チェンジ・ユア・マインド)           | 樋口宗孝 & HIGUCHI PROJECT TEAM | 樋口宗孝 & HIGUCHI PROJECT TEAM | 4:28 |
| 2.                                                    | 「VIOLENCE FIRE」(バイオレンス・ファイヤー)                            | 樋口宗孝 & HIGUCHI PROJECT TEAM | 樋口宗孝 & HIGUCHI PROJECT TEAM | 4:12 |
| 3.                                                    | 「FROM LONG AGO」(フロム・ロング・アゴー)                              | 樋口宗孝 & HIGUCHI PROJECT TEAM | 樋口宗孝 & HIGUCHI PROJECT TEAM | 3:56 |
| 4.                                                    | 「XANADU」(キサナドウ)                                                 | 樋口宗孝 & HIGUCHI PROJECT TEAM | 樋口宗孝 & HIGUCHI PROJECT TEAM | 3:13 |
| 5.                                                    | 「LOST MY HEART」(ロスト・マイ・ハート)                                | 樋口宗孝 & HIGUCHI PROJECT TEAM | 樋口宗孝 & HIGUCHI PROJECT TEAM | 5:17 |
| 6.                                                    | 「ROMANTIC NIGHT」(ロマンティック・ナイト)                             | 樋口宗孝 & HIGUCHI PROJECT TEAM | 樋口宗孝 & HIGUCHI PROJECT TEAM | 3:57 |
| 7.                                                    | 「SHADOW」(シャドー)                                                   | 樋口宗孝 & HIGUCHI PROJECT TEAM | 樋口宗孝 & HIGUCHI PROJECT TEAM | 4:14 |
| 8.                                                    | 「CAN'T STOP THE ROCK'N ROLL」(キャント・ストップ・ザ・ロックンロール) | 樋口宗孝 & HIGUCHI PROJECT TEAM | 樋口宗孝 & HIGUCHI PROJECT TEAM | 3:54 |
| 9.                                                    | 「JUMPING HIGH」(ジャンピング・ハイ)                                   | 樋口宗孝 & HIGUCHI PROJECT TEAM | 樋口宗孝 & HIGUCHI PROJECT TEAM | 4:57 |
| 10.                                                   | 「SO LONG」(ソー・ロング)                                              | 樋口宗孝 & HIGUCHI PROJECT TEAM | 樋口宗孝 & HIGUCHI PROJECT TEAM | 1:28 |
| 合計時間:                                             | 合計時間:                                                              | 39:36                           |                                 |      |

## 参加ミュージシャン
- Drums : 樋口宗孝 (LOUDNESS)
- Guitar : 北島健二, 松沢浩明
- Bass : 長沢ヒロ, 鳴瀬喜博
- Keyboards : 中島優貴
- Vocal & Chorus : 浜田麻里

## リリース日一覧
| 地域 | リリース日     | レーベル                                      | 規格   | 規格品番   | 概要                                                         | 順位  |
| ---- | -------------- | --------------------------------------------- | ------ | ---------- | ------------------------------------------------------------ | ----- |
| 日本 | 1983年12月16日 | ビクター音楽産業／Invitation                  | LP     | VIH-28153  |                                                              | -     |
| 日本 | 1988年3月21日  | ビクター音楽産業／Invitation                  | CD     | VDR-1504   | 初CD (廃盤)                                                  | -     |
| 日本 | 1994年3月24日  | ビクターエンターテイメント／SPEEDSTAR RECORDS | CD     | VICL-22021 | 再発 (廃盤)                                                  | -     |
| 日本 | 2008年10月22日 | ビクターエンターテイメント／Invitation        | CD     | VICL-63087 | デジタル・リマスタリング / 25th Anniversary 紙ジャケット仕様 | 259位 |
| 日本 | 2014年1月15日  | JVCケンウッド・ビクターエンタテインメント     | SHM-CD | VICL-70108 | デジタル・リマスタリング / 30周年記念高音質SHM-CD化          | -     |